# 大克鲁特
大克鲁特是奥地利下奥地利州米斯特尔巴赫县的一个市镇。总面积38.45平方公里，总人口1607人，人口密度41.8人/平方公里（2005年）。